# Nogometni klub Bistra
Il Nogometni klub Bistra, conosciuto semplicemente come Bistra, è una squadra di calcio di Donja Bistra, un villaggio nel comune di Bistra, nella regione di Zagabria in Croazia.

## Storia
Il club viene fondato alla fine di giugno o all'inizio di luglio del 1947 col nome Fiskulturni aktiv "Bistra" per merito degli studenti Vlado e Darko Zajec. La prima partita viene disputata il 3 agosto in casa contro lo Sloboda Kupljenovo e si conclude con la vittoria del Bistra per 4–2 di fronte a 300 spettatori.
Il club cambia il nome in Sportsko društvo “Sljeme”, e due anni dopo si unisce al Dobrovoljo vatrogasno društvo (DVD, i vigili del fuoco volontari) si rinomina in NK “Vatrogasac”.
Nel 1957 il club si separa dal DVD e grazie al dott. Josip Otroški, l'organizzatore del gruppo fondatore, viene fondata la società indipendente Sportsko društvo “Bistra”, che è quella che vive e opera fino ai giorni nostri. Vlado Zajec è una delle persone più meritevoli l'iniziatore, il fondatore, il giocatore e il capocannoniere del club.
Nel 1962 Vlado Zajec va in Australia, lasciando un grande vuoto nel club; viene sostituito da Stjepan Špoljar "Listan", che diviene il presidente di maggior successo nella storia della società : grazie alla sua influenza politica ed il suo lavoro, riesce a raccogliere fondi e affermare tutti gli atleti.
A metà degli anni '70 inizia la costruzione dei campi di gioco e di una casa sportiva. In questo periodo si distinguono Petar Sironić, insegnante alla scuola elementare di Bistra e dei calciatori come hobby, l'allenatore Zlatko Drakčić "Kiće", il segretario Boris Marolt ed il giocatore Stjepan Kolar, che trascorre tutta la carriera nel club.
Negli anni '90 il club passa nei campionati croati. Fino al 2006 milita esclusivamente nella lega della regione di Zagabria, poi in pochi anni conquista la quarta, la terza e la seconda divisione. L'esperienza in Druga liga dura solo una stagione 2014–15 e si conclude con la retrocessione, però il Bistra volontariamente non si iscrive in Treća liga, bensì dal campionato regionale (Jedinstvena ŽNL Zagrebačka, quinta divisione); da lì riparte ed in poco tempo raggiunge nuovamente la terza serie.

## Strutture

### Stadio
Il NK Bistra disputa le partite casalinghe allo Stadion Donja Bistra, un impianto da 2000 posti.

## Palmarès
- Četvrta HNL

2012 (Centro "B")
- Jedinstvena ŽNL Zagrebačka (Campionato della regione di Zagabria)

2018